# Athorybia lucida
Athorybia lucida är en nässeldjursart som beskrevs av Biggs 1978. Athorybia lucida ingår i släktet Athorybia och familjen Athorybiidae. Inga underarter finns listade i Catalogue of Life.